# بيريغرينو أنسيلمو
خوان بيريغرينو أنسيلمو (بالإسبانية: Juan Peregrino Anselmo) الشهير باسم بيريغرينو أنسيلمو (30 أبريل 1902 في مونتيفيديو ، الأوروغواي – 27 أكتوبر 1975) لاعب كرة قدم أوروغواياني كان يجيد اللعب في مركز المهاجم وساهم في تتويج منتخب بلاده ببطولة كأس العالم الأولى سنة 1930 التي استضافتها بلاده بتسجيل 3 أهداف منها هدفان في الدور النصف النهائي  كما ساهم في الحصول على الميدالية الذهبية في دورة الألعاب الأولمبية 1928 التي أقيمت في العاصمة الهولندية أمستردام . لعب في نادي واحد بينارول  ثم تولى تدريبه لعدة أشهر.